# Show You the Way to Go
Singles de The Jacksons
Enjoy Yourself
(1976) Dreamer
(1977)
Pistes de The Jacksons
Blues Away Living Together
Show You the Way to Go est une chanson de musique soul écrite et composée par Kenneth Gamble et Leon Huff, interprétée par The Jacksons. Sortie en single le 6 janvier 1977, il s'agit du second extrait de l'album The Jacksons publié en novembre 1976.
Elle est arrivée en tête des ventes au Royaume-Uni. C'est la seule fois qu'une chanson des Jacksons s'est classée no 1 dans ce pays.
En 1992, la chanteuse australienne Dannii Minogue a repris la chanson, atteignant la 30e place au Royaume-Uni,.

## Classements hebdomadaires
| Classement (1977)                       | Meilleure place |
| --------------------------------------- | --------------- |
| Belgique (Flandre Ultratop 50 Singles)  | 21              |
| Belgique (Wallonie Ultratop 50 Singles) | 36              |
| Canada (RPM Top Singles)                | 52              |
| États-Unis (Billboard Hot 100)          | 28              |
| Irlande (IRMA)                          | 5               |
| Pays-Bas (Nederlandse Top 40)           | 12              |
| Pays-Bas (Single Top 100)               | 14              |
| Royaume-Uni (UK Singles Chart)          | 1               |

## Certifications
| Pays              | Certification | Unités certifiées |
| ----------------- | ------------- | ----------------- |
| Royaume-Uni (BPI) | Argent        | 250 000           |